# ロシア兵士の母の委員会連合
ロシア兵士の母の委員会連合（ロシアへいしのははのいいんかいれんごう、ロシア語: Союз комитетов солдатских матерей России、略称：Союз КСМР、СКСМР）は、ロシア連邦軍内で兵役中の徴集兵たちの人権を守ることを目的として、兵士の家族によって組織された団体である。本部はモスクワに置かれ、各地に約300の兵士の母の委員会地方組織を有しており、ロシア最大の女性団体でもある。
軍務に関して法の支配の下でロシアの市民社会への教育をしており、軍隊が民主主義社会の下で可視化され、社会に周知される事を推進している。上官や先輩兵士によるいじめや虐待など（デドフシナ）に曝されている兵士への援助活動や、彼らの権利や徴兵法について自由な法的助言を兵士やその家族に提供する活動を行っている。平和運動団体としても見られている。
1996年の内紛により、2つに分裂。マリーヤ・イヴァーノヴナ・ケルバーソワが率いていたロシア兵士の母親委員会 (Комитет солдатских матерей России、現委員長オルガ・ラルキナ・アドルフォヴナ Ларкина Ольга Адольфовна)とロシア兵士の母親委員会連合 (Союз комитетов солдатских матерей России、事務局長ヴァレンティナ・メリニコフ Валентиной Мельниковой)が後継団体である。
日本では、ロシア兵士の母の会という名称で報道されるが、2024年1月時点で、ロシア法務省の非営利団体登録簿には、名前に「兵士の母親委員会」という言葉を含む団体が約80団体登録されている。この全てがロシア兵士の母の委員会(КСМ России)やロシア兵士の母親委員会連合 (СКСМ)と関係してはいない(後述)。

## 前身組織の歴史

### 設立の経緯
1988年、高等教育機関にいる学生の兵役猶予が取り消された結果、1989年に抗議集会や抗議の波が発生した。抗議は主催者と徴兵された兵士の母親が主体であった。抗議の結果、軍は対象者を一時帰国させた上で訓練を継続させ、学生約17,600人が復帰した。
1989年、ロシア兵士の母の委員会（Комитет солдатских матерей России、略称：КСМР、КСМ России）として設立された。
1991年4月、ソ連最高会議議員の参加を得て、全ロシア公共団体「ロシア兵士の母の委員会」として設立、マリーヤ・ケルバーソワが委員長に選出された。
1991年6月1日、司法省はロシア公共団体「ロシアの兵士の母の委員会」を登録する。

### 人権擁護活動、その後の分裂
1993年にはマリーヤ・ケルバーソワ率いる調査団が補給欠乏による悲劇が発生したルースキー島を訪れた。島内の海軍兵営では4人の水兵が餓死し、250人が重度の栄養失調で入院しており、社会団体と軍との間で係争がおき、その結果太平洋艦隊司令官ゲンナジー・アレクサンドロヴィチ・フヴァトフ（ru:Хватов, Геннадий Александрович）が解任される。
1994年12月、第一次チェチェン紛争勃発後に母の委員会は即時撤退を求める活動を始め、やがてチェチェン紛争は終結した。母の委員会は委員長主導の下でチェチェン・コマンドに監禁されているロシア将兵の名簿を得る。1995年1月3日に赤の広場で最初の反戦デモを開催し、チェチェンで亡くなったすべての人々を追悼した。同年1月6日には委員長ほか兵士の両親グループが戦場を訪れる。これは2月7日までグロズヌイで監禁されていた数十人のロシア将兵を釈放させた。後にチェチェン紛争に抗議するデモを多数開催する。
1995年に国際人権団体ヒューマン・ライツ・ウォッチは「マリーヤ・ケルバーソワは世界の人権運動で活躍する10大指導者の一人である」と評する。同年、委員会はノルウェーのトロルフ・ラフト人権賞やショーン・マクブライド平和賞を授与されている。1996年にはマリーヤ・ケルバーソワ率いる母の委員会はノーベル平和賞にノミネートされている。1995年1月、ドイツ連邦議会議員団は委員会の功績を評し人権と平和活動のための章を提示する。
1996年、ライト・ライブリフッド賞を受賞。しかし、受賞者選定の問題でマリーヤ・ケルバーソワ委員長とモスクワ会代表ヴァレンティーナ・メリニコフとの間で内紛が生じた。その結果組織は分裂し、1997年1月に司法省はヴァレンティーナ・メリニコフ率いるロシア兵士の母の委員会連合 (СКСМ)を登録し公式の後継団体であることを宣言した。一方、マリーヤ・ケルバーソワ率いる兵士の母の委員会(КСМ России)は非公式に存続し引き続いて彼女が代表を務めることになった。
この連合について日本語で読めるものとして、ピーター・ポマランチェフ著『プーチンのユートピア』(池田年穂訳、慶應義塾大学出版会、2018年。原著は Peter Pomerantsev, Nothing is True and Everything is Possible, 2014）の「入門儀礼」の章（151－165頁）が挙げられる。

## 分裂後

### ロシア兵士の母親委員会(КСМ России)
1998年、「21世紀に向けて - 戦争と暴力のない時代へ」と題した全ロシア会議を開催した。
1999年、NATOによるユーゴスラビアでの爆撃(アライド・フォース作戦)に対する抗議の署名運動を行った。
2003年2月、マリーヤ・ケルバーソワが名誉委員長となり、タチアナ・ユリエフナ・ズナチコワ(Значкова Татьяна Юрьевна)が委員長に選出された。
2004年、スウェーデン平和と仲裁協会（SPAS)の協力を得て、公式サイトを開設した。
2009年7月、フレラ・マリコフナ・サリコフスカヤ(Салиховская Флера Маликовна)が委員長に選出された。
2021年10月、FSBの命令により「サンクトペテルブルクの兵士の母親たち」が兵士への支援活動を中止した。このことを受けて、副委員長のアンドレイ・クロイキンは当局と協力する仕組みについて協議する予定であり、さもなければ外国エージェントと認定される可能性があると述べた。委員会は母親たちに対して軍内の問題に関する情報をオープンソースで公表せず、直接、委員会に連絡を取るよう呼びかけたという。
2022年5月、オルガ・ラルキナ・アドルフォヴナが委員長に選出された。ラルキナはヤロスラヴリ支部長としてメディアの取材に応じており、同年11月にウクライナ侵攻以前の10倍の救援要請を受けるようになったことや、志願兵、契約兵、動員兵、負傷者やその家族からの問い合わせに対応していることを話している。受刑者やワグネル・グループの契約兵については対応していないとしている。

#### いじめ事件隠ぺいに協力した代表の解任
2019年10月、ザバイカル共和国内の第54160部隊での衛兵交代式中に兵士が同僚に発砲し、8人が死亡、2人が死亡する事件が起こった。発砲した兵士は直ちに拘留されている。この兵士は軍隊内で携帯電話を奪われ、暴行を受け、上官に性的暴行をほのめかされて追い詰められていたこと、そして逮捕後にひどく殴られたことを証言していた。
ところが同年11月5日、退役軍人団体と兵士の母親委員会の代表者による共同記者会見が行われた。退役軍人団体代表は「事件の責任は暴力的なコンピューターゲームにあり、部隊の将校に責任はない」とし、兵士の母親委員会委員長のフレラ・マリコフナ・サリコフスカヤは「インターネットは閉鎖される必要がある」との発言を行い、国防省を擁護した。
同月6日、兵士の母親委員会は軍隊にいじめが存在しないとするこの会見内容を否定する声明を発表。声明中でサリコフスカヤは元委員長と記述されている。同月2日の会議で代表の職を解かれたという。ザバイカル兵士の母親委員会のヴァレンチナ・モルドヴァ委員長は、会見で行われた主張に断固として反対しており「事実は違うことを物語っています。残念ながらいじめは存在し、過去も存在し、そしてこれからも存在し続けるでしょう。そして、いじめの存在は私たちが住む社会に依存しており、仮想現実に依存しているわけではありません」と述べた。
同年12月、国防省内で非公開の会議が行われ、ショイグ国防相が兵士への対応について部下を叱責したことが伝えられた。事件が起こった第54160部隊は解散が決まった。

### ロシア兵士の母の委員会連合 (СКСМ)
2022年ロシアのウクライナ侵攻以降、音信不通となった兵士の家族らからの問い合わせが殺到しており、兵士の母親委員会連合 (USCM)の事務局長ヴァレンティーナ・メリニコフがインタビューに応じている。
メリニコフはこの事態を招いた原因の一つとして、クリミア併合のあった2014年に西側に警告を発したがEUや人権団体は「ロシアと事を構えたくない」「ロシアとは合弁事業が沢山あるから」と取り合わなかったことを挙げている。同年よりウクライナの「不明兵士家族連絡会」とコンタクトしており、現在もZOOMで連絡を取り合っているが、捕虜交換にはロシア側がウクライナ兵の捕虜がどこに何人いるのか明らかにする必要があり、「いない」というのなら銃殺されたのだろうと見ている。
ロシア軍については、徴集兵が心理的圧迫・暴力を受けて入隊契約をすることが後を絶たず、誰が前線に立ってもおかしくない状況であるという。メリニコフはチェチェン紛争の際も活動をしており、軍幹部とのコンタクトがあり、2002年までは大統領の軍事顧問とも直接電話で話せたが、現状ではウクライナ側から氏名・IDナンバーやデータも正確な死傷兵リストを得ている。これほど多くの行方不明者が出たことを経験していないが、外国エージェント法の影響で兵士や将校本人また家族からの戦闘拒否・所在確認などの訴えに対して直接に援助が出来ない。そのため「（相談者自身が）何ができるかを説明するのです。電話や手紙の宛先、訴えを正式に記録する方法。新たな問題が発生した場合は、都度、軍人やその親族に説明できるように心がけています」と話している。既婚者や子どものいる家庭を持っている軍人も多いため、行方不明者の家族に対しての法的支援がないことを懸念しているという。
2024年3月7日までのマスコミの取材に対し、予備役兵士の妻たちが夫の帰還を求めて行っているデモに母の委員会連合は関与していないとメリニコフは述べた。「動員解除がないとは（妻らの）誰も想定していなかった。２年間も戦闘に従事するのはひどい」と同情を寄せつつも、兵士の帰還には兵士の交代と戦争の継続が伴うため、反戦の立場を取る委員会として支援できないとしている。

## ロシア当局による傀儡団体
1990年6月1日までは何の問題もなく活動してきたが、委員会の影響力に気付いた当局は「亡くなった私たちの子供がいる私たちは優れている、一方、兵士の母の委員会の子供たちは兵役にもついていない、彼らの方が悪い」というテーゼのもと、戦死者の親の切り離しを図った。委員会とともに開く予定だった会議に戦死者の親が出席するのを止めた国防省は、1993年に「ロシア軍父母連合」、1998年に「ロシア軍人家族連合評議会」という2つの組織を立ち上げた。この2つの組織の主な任務は、各所に出向いて兵役につくことを呼びかけるものであるという。その後、ロシア各地の人権擁護者が集会をする場所を奪われはじめた。

## 無関係の類似団体
- NPO法人「サンクトペテルブルクの兵士の母親たち」(Солдатские матери Санкт-Петербурга、代表オクサナ・パラモノワ Оксана Парамонова) 
  - 1991年創立。徴集兵・軍人の権利の保護、本人・家族への法的支援、ロシア軍における文民統制の責任を追及している。また良心的兵役拒否のため代替役の実施の拡大を求めている[29]。創立メンバーのエラ・ポリアコワ(Эллы Поляковой)はペレストロイカをきっかけにロシアに誕生した最大の非公式政治組織であるレニングラード人民戦線(FLNP)で活動歴があり、1989年に兵士の母の委員会メンバーと出会ったことから人権擁護者となっている[30]。
  - 2014年8月28日、当局により「外国エージェント」名簿に正式に登録された。直前に支部長がロシア兵の戦死を公表し、死傷者名簿を作成、その所在についてロシア政府に調査を求めていたが、ウクライナで起きているのは国内紛争とされた[31]。この際、ロシア兵士の母親委員会(KSM Russia)の弁護士が「唾を吐いた」とこの団体を非難し関係を否定している[32][33]。
- NPO法人「兵士の母の委員会 兵士と徴兵者の権利保護支援協会（ACSM、代表スヴェトラーナ・ゴルブ Svetlana Golub）
  - 2022年7月25日、事務局長(USCM)メリニコフは、ロシア連邦市民会議所に上訴状を提出した。それによると、2019年3月に登録されたNPO法人「兵士の母の委員会 兵士と徴兵者の権利保護支援協会（ACSM、スヴェトラーナ・ゴルブ代表）」が「兵士の母委員会」を商標登録したことが判明した。ACSMは、ハバロフスク地域の「兵士の母親委員会」に対して『商標の使用料』1,500万ルーブルの支払いを強制したという。ACSMは公式に登録された「兵士の母委員会」とロシア国内の48団体とは無関係であるにもかかわらず、ACSMの代表者に代わって主要な国家機関に同団体の活動とロシア軍兵士のための資金集めを告知する手紙が送られており、「これはロシアの法律や、ロシア軍の使用に関するデータを含む信頼できるメッセージを装った、故意の虚偽情報の公的流布に関する法律に反する」とメリニコフは訴えている。これについて、ロシアの弁護士は「法律（ロシア連邦民法）が、法的保護の対象となる個人化手段のリストにNGOの名前を含んでいないことに起因する。とはいえ、裁判所はNPOの権利を考慮し、誰が先にその名前で団体を登録したか、後から登録したNPOに似た名前を使う者が誠実に行動しているかどうかを見ているのです。先に名前を使い始めた組織は、『クローン』に対して名前の変更を要求する権利を持ちます。これは、裁判所を通して行うことができます」と話している[34]。
- 「母と妻の評議会」(Совета матерей и жен、代表オルガ・ツカノワ Ольги Цукановой)  
  - 2019年9月に創立されたロシア復興人民連合(OSVR)の傘下団体。ロシア復興人民連合はソ連の復活を求めており、コロナワクチン・5Gの携帯電話基地局・「デジタル奴隷制」・GMO[35]に反対し、キャンペーンを張っている。評議会参加者が反対しているのは動員・兵役中の違反行為のみであり、平和的交渉によって戦争を終わらせることを求めている[36]。
  - 2022年11月、プーチン大統領との会談を求めたが拒否され、プーチン大統領は軍人の親族グループとの会談を選んだ[37][38][39]。団体のフコンタクテはロシア連邦検事総長事務所の命令によりブロックされている[40]。同年12月に代表のオルガ・ツカノワや活動家たちは当局によって拘束され、[41]活動家のジャーナリストが「過激派資料の配布」で起訴された[42]。2023年7月28日、ツカノワは同年5月に「外国エージェント」に登録されたことによる活動停止を発表した[43]。